# Institutul de Investigare a Crimelor Comunismului și Memoria Exilului Românesc
Institutul de Investigare a Crimelor Comunismului și Memoria Exilului Românesc, abbreviato IICCMER, Istituto per l'Indagine sui Crimini del Comunismo e la Memoria dell'Esilio Romeno è un'istituzione pubblica a personalità giuridica, subordinata al Governo romeno e in coordinazione con il Primo Ministro. Il fine dell'istituto è quello di studiare il periodo comunista della storia di Romania e ricercare chi ha commesso crimini.

## Base legale
Institutul Național pentru Memoria Exilului Românesc (INMER) venne fondato nel gennaio 2004 sotto il Governo Năstase.
Institutul de Investigare a Crimelor Comunismului (IICCR) fu fondato con Decreto Governativo nr. 1724/21.12.2005.
Testo pubblicato sul Monitorul Oficial nr. 1195 del 30 dicembre 2005.
Modifiche successive con decreti nr. 394 del 29 marzo 2006 (Monitorul Oficial del 3 aprile 2006), e decreto governativo nr. 388 del 25 aprile 2007 (Monitorul Oficial Nr. 295 din 4 mai 2007).
Dal 25 novembre 2009, l'Institutul de Investigare a Crimelor Comunismului în România (IICCR) fu unito all'Institutul Național pentru Memoria Exilului Românesc (INMER), creando il nuovo Institutul de Investigare a Crimelor Comunismului și Memoria Exilului Românesc (IICCMER).
Da allora il direttore è Marius Oprea con Dinu Zamfirescu.
Dal 27 febbraio 2010, il Primo Ministro Emil Boc ha nominato Vladimir Tismăneanu.

## Obiettivi
Principali obiettivi sono:
- ottenere documenti sull'azione oppressiva del regime comunista;
- denunciare illeciti penali;
- informare l'opinione pubblica con prove dei crimini, abusi e istigazioni al crimine in nome della „luptei de clasă" (lotta di classe) da parte dei soggetti nel periodo comunista;
- programmi educativi, e iniziative presso istituzioni scolastiche nazionali ed estere.

Il decreto governativo del 26.04.2007 ha esteso le attribuzioni dell'ente.

## Organizzazione e personale
Regolamento e organizzazione sono gestiti dal Presidente dell'Istituto.
Il fine dell'ente è portato avanti da un consiglio di esperti della Direzione Generale, in coordinamento con il Comitato e il Consiglio Onorario, composto da 11 personalità rappresentanti la società civile, a nomina del Primo Ministro.
Il Presidente è nominato per sei anni.